# Pasni
Pasni (in urdu: پسنى) è una città del Pakistan, situata nella provincia del Belucistan.